# Salvatore Bocchetti
Salvatore Bocchetti (Nápoles, Ciudad metropolitana de Nápoles, 30 de noviembre de 1986) es un entrenador y exfutbolista italiano que jugaba de defensa. Desde julio de 2025 dirige el Atalanta B. C. U23 de la Serie C.
Es primo del también futbolista Antonio Bocchetti.

## Trayectoria

### Como jugador
Salvatore dio sus primeros pasos como profesional en el ascenso italiano, haciendo su debut en primera división en el Ascoli Calcio donde disputó 2 partidos en la temporada 2006-2007, para luego ser transferido al Frosinone Calcio de la Serie B, a cambio de 1,5 millones de euros, logrando continuidad y mostrando un gran nivel.
Su paso por el Frosinone no pasó desapercibido por el Genoa, quien se quedó con su ficha a cambio de 2,2 millones de euros, club donde logró posicionarse como titular y donde a base de buenas actuaciones logró ser convocado a la selección italiana, formando parte del plantel que disputó la Copa Mundial de Fútbol de 2010.
En la temporada 2010-2011 fue contratado por el Rubin Kazán, el cual pagó su ficha por 9,5 millones de euros, y en donde firmó un contrato de tres años. En enero de 2013 pasó al Spartak de Moscú a cambio de 4,5 millones de euros. En enero de 2015 el A. C. Milan hizo oficial su préstamo por seis meses.
Tras abandonar el conjunto moscovita al término de la temporada 2018-19, regresó a Italia para jugar en el Hellas Verona las siguientes dos temporadas. De cara a la segunda de ellas fue cedido al Delfino Pescara 1936. Al término de la misma anunció su retirada.

### Como entrenador
Después de haberse retirado siguió en el Hellas Verona y en julio de 2021 fue nombrado entrenador del equipo sub-18. Tan solo dos meses después dejó el puesto para ser asistente de Igor Tudor en el primer equipo. Con la salida de este a final de temporada volvió a las categorías inferiores para dirigir al Primavera.
El 13 de octubre de 2022 fue nuevamente promovido al primer equipo para ser el entrenador. No tenía la licencia necesaria para poder dirigirlo, por lo que tuvo que dejar el cargo al cabo de un mes y siguió como asistente del nuevo entrenador Marco Zaffaroni.
El 23 de diciembre de 2024 reemplazó a Alessandro Nesta al frente del A. C. Monza. En ese momento el equipo iba último en la Serie A y se encontraba a cinco puntos de los puestos de permanencia.En febrero de 2025 fue despedido de su cargo después de haber sumado solamente tres puntos en siete encuentros.
El 9 de julio de 2025 fue contratado por el Atalanta B. C. para dirigi a su equipo sub-23.

## Selección nacional
Fue internacional con la selección de fútbol de Italia en cinco ocasiones. Debutó el 10 de octubre de 2009, en un encuentro válido por las eliminatorias para la Copa Mundial de Fútbol de 2010 ante la selección de Irlanda que finalizó con marcador de 2-2.

### Participaciones en Copas del Mundo
| Mundial                        | Sede      | Resultado    |
| ------------------------------ | --------- | ------------ |
| Copa Mundial de Fútbol de 2010 | Sudáfrica | Primera fase |

### Participaciones en Eurocopas
| Eurocopa                | Sede   | Resultado |
| ----------------------- | ------ | --------- |
| Eurocopa Sub-21 de 2009 | Suecia | Semifinal |

## Clubes

### Como jugador
| Club                   | País   | Año       |
| ---------------------- | ------ | --------- |
| S. S. Lanciano         | Italia | 2005-2006 |
| Ascoli Calcio          | Italia | 2006-2007 |
| Frosinone Calcio       | Italia | 2007-2008 |
| Genoa C. F. C.         | Italia | 2008-2010 |
| F. C. Rubin Kazán      | Rusia  | 2010-2013 |
| F. C. Spartak de Moscú | Rusia  | 2013-2015 |
| A. C. Milan            | Italia | 2015      |
| F. C. Spartak de Moscú | Rusia  | 2015-2019 |
| Hellas Verona          | Italia | 2019-2020 |
| Delfino Pescara 1936   | Italia | 2020-2021 |

### Como entrenador
| Club                     | País   | Año       |
| ------------------------ | ------ | --------- |
| Hellas Verona (interino) | Italia | 2022      |
| A. C. Monza              | Italia | 2024-2025 |
| Atalanta B. C. U23       | Italia | 2025-     |

## Palmarés

### Títulos nacionales
| Título                | Club                   | País  | Año     |
| --------------------- | ---------------------- | ----- | ------- |
| Copa de Rusia         | F. C. Rubin Kazán      | Rusia | 2011-12 |
| Supercopa de Rusia    | F. C. Rubin Kazán      | Rusia | 2012    |
| Liga Premier de Rusia | F. C. Spartak de Moscú | Rusia | 2016-17 |
| Supercopa de Rusia    | F. C. Spartak de Moscú | Rusia | 2017    |

### Distinciones individuales
| Distinción                                     | Año  |
| ---------------------------------------------- | ---- |
| Equipo de las Estrellas de la Eurocopa Sub-21. | 2009 |